# Oh Yeah! Cartoons
Oh Yeah! Cartoons es una serie de dibujos animados que empezó a transmitirse en Nickelodeon en el año 1998 iniciado por Fred Seibert, exdirector creativo de MTV Networks y expresidente de Hanna-Barbera. Fue producida por Frederator Studios y Nickelodeon Animation Studio.
El espectáculo también fue creado por Fred Seibert cuando era presidente de Hanna-Barbera y tenía el mismo concepto que What A Cartoon!. Cuando Seibert dejó Hanna-Barbera en 1997 y fundó Frederator, muchos de los animadores que habían trabajado en el anterior proyecto emigraron con él para producir cortos para Oh Yeah! Cartoons.

## Aspecto general
La serie consiste en una serie de dibujos animados creados por variados animadores y directores. En términos de producción Oh Yeah Cartoons! fue uno de los programas de televisión que mostró gran apoyo al desarrollo en la animación (junto con What a Cartoon! Show de Cartoon Network), realizando a cerca de 100 dibujos animados de siete minutos, mostrando 3 segmentos (en 2 ocasiones fueron solo 2 segmentos, y 3 que tuvieron 4 segmentos)

### Presentación
A partir de la segunda temporada de la serie se incluyó la participación de Kenan Thompson de las series Todo Eso y Kenan y Kel como presentador. En la tercera temporada el presentador fue Josh Server, quien también actuó en Todo Eso.
El tema central de la serie fue compuesto por Bill Burnett, animador involucrado en el proyecto.

### Animadores involucrados en el proyecto
Muchos de los cortos producidos y emitidos fueron creados por animadores que posteriormente ganaron reconocimiento a través de sus cortos y/o series animadas, entre los que se incluyen:
| - Bob Boyle - Thomas R. Fitzgerald - Bill Burnett - Jaime Diaz - Greg Emison - John Eng - John Fountain - Antoine Guilbaud - Butch Hartman - Larry Huber - Steve Marmel | - Zac Moncrief - Ken Kessel - Alex Kirwan - Seth MacFarlane - Carlos Ramos - Rob Renzetti - Miles Thompson - Byron Vaughns - Jhonen Vasquez - Pat Ventura - Vincent Waller | - Dave Wasson |

### Resultado
La serie concluyó en el año 2001 con 3 temporadas y 34 episodios, produciendo en total 99 cortos animados con alrededor de 54 personajes protagonistas. Se hicieron 34 episodios, sin embargo, MTV Networks International Distribution dijo que se produjeron 27 episodios.
A la serie adicionalmente se acredita el origen de varias series animadas derivadas directamente de sus respectivos cortos emitidos:
- Los padrinos mágicos (con los primeros 10 episodios piloto)
- Zona Tiza (Que inicia como Rudy entró a ZonaTiza)
- My Life as a Teenage Robot (el corto original se tituló "My Neighbor Was a Teenage Robot")

## Episodios
| Temporada \| Episodio | Segmento | Creador                                                                             | Fecha de estreno             | Serie \| Corto         |
| --------------------- | --- | ----------------------------------------------------------------------------------- | ---------------------------- | ---------------------- |
| 1/1                   | "ChalkZone" "Slap T. Pooch: What Is Funny?" "Jelly's Day" | Bill Burnett y Larry Huber Bill Burnett y Vincent Waller Bill Burnett y Greg Emison | 19 de julio de 1998          | Serie Corto            |
| 1/2                   | "The F-Tales" "Teddy and Art: 25¢ Trouble" "Cat and Milkman" | Rob Renzetti Alex Kirwan Miles Thompson                                             | 26 de julio de 1998          | Cortos                 |
| 1/3                   | "Jamal the Funny Frog: Mind the Baby, Jamal" "Thatta Boy" "Hobart: The Weedkeeper"                                                                                  | Pat Ventura Alex Kirwan Greg Emison y Bill Burnett                                  | 2 de agosto de 1998          | Cortos                 |
| 1/4                   | "Protecto 5000" "Ask Edward" "Peter Patrick, Private Investigator"                                                                                                  | John Eng Rob Renzetti Vincent Waller                                                | 9 de agosto de 1998          | Cortos                 |
| 1/5                   | "Max's Special Problem" "Tutu the Superina" "Blotto" | Dave Wasson Bill Burnett y Sally Rousse Byron Vaughns                               | 16 de agosto de 1998         | Cortos                 |
| 1/6                   | "Tales from the Goose Lady: Jack & the Beanstalk" "Twins Crimson" "Olly & Frank"                                                                                    | Dave Wasson Carlos Ramos Bob Boyle                                                  | 23 de agosto de 1998         | Recurrente Corto       |
| 1/7                   | "Apex Cartoon Props" "A Cop & His Donut" "Enchanted Adventures" | Larry Huber Rob Renzetti John Eng                                                   | 30 de agosto de 1998         | Cortos                 |
| 1/8                   | "The Fairly OddParents!" "Hobart & the Merman" "Super Santa" | Butch Hartman Greg Emison y Bill Burnett Mike Bell                                  | 6 de septiembre de 1998      | Serie Corto            |
| 1/9                   | "Kitty the Hapless Cat" "That's My Pop" "Hubbykins & Sweetypie" | Zac Moncrief Pat Ventura Rob Renzetti                                               | 13 de septiembre de 1998     | Cortos                 |
| 1/10                  | "The Man with No Nose" "Youngstar 3" "Hey Look!" | Larry Huber Miles Thompson Harvey Kurtzman                                          | 20 de septiembre de 1998     | Cortos                 |
| 1/11                  | "ChalkZone: The Amazin' River" "Tales from the Goose Lady: Hamsel and Grande" "The Feelers"                                                                         | Bill Burnett y Larry Huber Dave Wasson Bill Burnett                                 | 27 de septiembre de 1998     | Serie Recurrente Corto |
| 1/12                  | "Planet Kate" "Fat Head" | Jamie Mitchell Wild Brain                                                           | 4 de octubre de 1998         | Cortos                 |
| 1/13                  | "Max & the Pigeon" "Zoomates" "Microcops" | Dave Wasson Seth MacFarlane John Eng                                                | 11 de octubre de 1998        | Cortos                 |
| 1/14                  | "Neptune Spy and Guy Spy" "The Fireboy" "The F-Tales: Rampart Clones"                                                                                               | Bill Burnett John Eng Rob Renzetti                                                  | 1999                         | Cortos                 |
| 2/15                  | "ChalkZone: Rudy's Date" "A Kid's Life" "The Fairly OddParents: Too Many Timmys!"                                                                                   | Bill Burnett y Larry Huber Ken Kessel Butch Hartman                                 | 1999                         | Serie Corto Serie      |
| 2/16                  | "The Fairly OddParents: Where's the Wand?" "Magic Trixie" "Tales from the Goose Lady: Humpty Dumpty"                                                                | Butch Hartman Alex Kirwan Dave Wasson                                               | 1999                         | Serie Corto Recurrente |
| 2/17                  | "Tales from the Goose Lady: Little Pigs 3" "Freddy Seymore's Amazing Life" "Jamal the Funny Frog: His Musical Moment"                                               | Dave Wasson Tim Biskup Pat Ventura                                                  | 1999                         | Recurrente Corto       |
| 2/18                  | "ChalkZone: Snap Out of Water" "Earth to Obie" "Mina and the Count: The Ghoul's Tribunal"                                                                           | Bill Burnett y Larry Huber Guy Vasilovich Rob Renzetti                              | 1999                         | Serie Corto            |
| 2/19                  | "ChalkZone: Secret Passages" "Kid from S.C.H.O.O.L." "Mina and the Count: The Vampire Who Came to Dinner"                                                           | Bill Burnett y Larry Huber Bob Boyle y Bill Riling Rob Renzetti                     | 1999                         | Serie Corto Recurrente |
| 2/20                  | "The Fairly OddParents: Party of Three!" "The Forgotten Toybox: Curse of the Were Baby" "Jelly's Day: Uncle Betty Comes to Visit"                                   | Butch Hartman Mike Bell Bill Burnett y Greg Emison                                  | 2 de enero de 1999           | Serie Corto            |
| 2/21                  | "ChalkZone: ChalkDad" "A Dog & His Boy" "Mina and the Count: Playing a Hunch"                                                                                       | Bill Burnett y Larry Huber Carlos Ramos Rob Renzetti                                | 1999                         | Serie Corto Recurrente |
| 2/22                  | "The Fairly OddParents: The Fairy Flu!" "Lollygagin" "Tales from the Goose Lady: The Tortoise & the Hairpiece"                                                      | Butch Hartman Guy Vasilovich Dave Wasson                                            | 1 de mayo de 1999            | Serie Corto Recurrente |
| 2/23                  | "ChalkZone: Chalk Rain" "The Dan Danger Show!" "Mina and the Count: My Best Friend"                                                                                 | Bill Burnett y Larry Huber Butch Hartman y Steve Marmel Rob Renzetti                | 1999                         | Serie Corto Recurrente |
| 2/24                  | "The Fairly OddParents: The Temp!" "Herb" "Jamal the Funny Frog: Milk Dreams"                                                                                       | Butch Hartman Antoine Guilbaud Pat Ventura                                          | 1999 1999 5 de enero de 1999 | Serie Corto            |
| 2/25                  | "The Fairly OddParents: The Zappys!" "Let's Talk Turkey" "Tales from the Goose Lady: Goldie Locks"                                                                  | Butch Hartman Vincent Waller Dave Wasson                                            | 1999                         | Serie Corto Recurrente |
| 2/26                  | "ChalkZone: Rapunzel" "Zoey's Zoo: Lots of Ocelots" "My Neighbor Was a Teenage Robot"                                                                               | Bill Burnett y Larry Huber Amy Ellyn Anderson y David Burd Rob Renzetti             | 1999                         | Serie Corto Serie      |
| 3/27                  | "Jelly's Day: Aunt Broth's Makeover" "Terry & Chris" "Mina and the Count: FrankenFrog"                                                                              | Bill Burnett y Greg Emison John Reynolds Rob Renzetti                               | 1999                         | Corto Corto Recurrente |
| 3/28                  | "The Dan Danger Show!: Danger 101!" "The Tantrum" "Super Santa: Naughty"                                                                                            | Butch Hartman y Steve Marmel John Fountain Mike Bell                                | 2000                         | Cortos                 |
| 3/29                  | "Super Santa: South Pole Joe" "Sick -N- Tired" "Tales from the Goose Lady: The Ugly Duck Thing"                                                                     | Mike Bell Andre Nieves y Ric Delcarmen Dave Wasson                                  | 2000 2001                    | Corto Corto Recurrente |
| 3/30                  | "The Fairly OddParents: Scouts Honor" "Skippy Spankerton: Hot Tamale Monster Movie Madness!" "Jamal the Funny Frog: Beach"                                          | Butch Hartman Eric Bryan y Michelle Bryan Pat Ventura                               | 2001                         | Serie Corto            |
| 3/31                  | "Super Santa: Vegetation" "Elise" "A Kid's Life: Picture Perfect"                                                                                                   | Mike Bell Guy Vasilovich Ken Kessel                                                 | 2001                         | Cortos                 |
| 3/32                  | "Baxter and Bananas: Monkey See Monkey Don't" "The Dan Danger Show!: A Lighter Shade of Danger!" "Kameleon Kid"                                                     | Zac Moncrief Butch Hartman y Steve Marmel Jaime Diaz y Russ Mooney                  | 2001                         | Cortos                 |
| 3/33                  | "The Semprini Triplets" "Jamal the Funny Frog: Camping" "The Dan Danger Show!: A Date with Danger!"                                                                 | Pat Ventura Pat Ventura Butch Hartman y Steve Marmel                                | 2001                         | Cortos                 |
| 3/34                  | "X-rays Life: Day 1" "1000 and 1 Nights" "Children Vision" | Dave Wasson Aliki Theophilopoulos Pat Ventura                                       | 2000                         | Cortos                 |
| 3/35                  | "X-rays Life: Day 2 In the Poles" "Gorilla Zez" "Let's Talk Turkey: The Models"                                                                                     | Dave Wasson Rob Renzetti Vincent Waller                                             | 2000 2000 2001               | Cortos                 |
| 3/36                  | "The F-Tales: Maze Town" "Let's Talk Turkey: The Player" "Olly & Frank: Box Battle"                                                                                 | Rob Renzetti Vincent Waller Bob Boyle                                               | 2000 2001 2000               | Cortos                 |
| 3/37                  | "The F-Tales: Invasion Acropolis" "Gorilla Zez: Overdrive Zone" "Super Santa: The End"                                                                              | Rob Renzetti Rob Renzetti Bob Boyle                                                 | 2000 2000 2001               | Cortos                 |
| 3/38                  | "The F-Tales: Forever" "Cat and Milkman: Before Christian" "Olly & Frank: End of 1"                                                                                 | Rob Renzetti Miles Thompson Bob Boyle                                               | 2000 2000 2001               | Cortos                 |
| 3/39                  | "Cat and Milkman: White Pole" "Let's Talk Turkey: The Black Tower" "Blotto: The Second Song" "Prior Days"                                                           | Miles Thompson Vincent Waller Byron Vaughns Mike Bell                               | 2001                         | Cortos                 |
| 3/40                  | "Tales from the Goose Lady: The Fish and Fishman" "The Fairly OddParents: The Really Bad Day!" "The Fairly OddParents: Súper Humor" "Jamal the Funny Frog: Dentist" | Dave Wasson Butch Hartman Pat Ventura                                               | 2001                         | Recurrente Serie Corto |
| 3/41                  | "Journey, The New Shrinking Dog" "Aroma Woman" | John Eng Greg Emison y Bill Burnett                                                 | 2001                         | Cortos                 |
| 4/42                  | "Just Bob" "Let's Talk Turkey: Fruits Day" "X-rays Life: Day 3" | Dave Wasson Vincent Waller Dave Wasson                                              | 2001                         | Cortos                 |
| 4/43                  | "X-rays Life: Day 4" "Island Captain" "Usallity Dinner Night" | Dave Wasson Carlos Ramos Bill Burnett                                               | 2001                         | Cortos                 |
| 4/44                  | "Super Motocross 4000" "Xavier the DJ" "Mandy: The New Girl" | Miles Thompson Mike Bell John Eng                                                   | 2001                         | Cortos                 |
| 4/45                  | "Peter Patrick, Smile Hour" "Alones" "Lakky the Lampanter" | Vincent Waller Dave Wasson Guy Vasilovich                                           | 2001                         | Cortos                 |
| 4/46                  | "Hipping Flowers" "Super Wizard: The Weather Season" "Numbers Around"                                                                                               | Rob Renzetti Vincent Waller John Eng                                                | 2001                         | Cortos                 |
| 4/47                  | "20210" "Daddy & Teen Kid" "Bomb Manio: Queen Lora" | John Eng Butch Hartman John Eng                                                     | 2001                         | Cortos                 |
| 4/48                  | "20210: The Invasion" "Mandy: The Mermaid" "Gorilla Zez: Woman and Kameleon"                                                                                        | John Eng John Eng Rob Renzetti                                                      | 2001                         | Cortos                 |
| 4/49                  | "20210: Fat Ship" "Super Wizard: The Nine Times" "Robo-Flipper" | John Eng Vincent Waller Rob Renzetti                                                | 2001                         | Cortos                 |
| 4/50                  | "20210: Mission in Mars" "Bomb Manio: Super PN-Man" "Day, Night, People"                                                                                            | John Eng John Eng Greg Emison y Bill Burnett                                        | 2001                         | Cortos                 |
| 4/51                  | "Junior 9" "Super Sherry" "Hovig and Maria: Love Suff" | Bill Burnett Miles Thompson Guy Vasilovich                                          | 2001                         | Cortos                 |
| 4/52                  | "Hovig and Maria: The End" "Girl Twins" "Mina and the Count: Girl Is Count"                                                                                         | Guy Vasilovich John Eng Rob Renzetti                                                | 2001                         | Corto Corto Recurrente |
| 4/53                  | "Super Wizard: Lord of Gay Day" "Hobart: The Machine Floor" "Annabel Dragon"                                                                                        | Vincent Waller Greg Emison y Bill Burnett Butch Hartman                             | 2001                         | Cortos                 |
| 4/54                  | "Survivor Kids" "Ryan the Car" "Laugh Day" "Die Right Ingreetion"                                                                                                   | Greg Emison y Bill Burnett Butch Hartman Pat Ventura John Eng y Rob Renzetti        | 2001                         | Cortos                 |